# DB killer
Il dB-killer (in inglese assassino di decibel) è un dispositivo meccanico montato nel silenziatore, generalmente utilizzato in ambito motociclistico.

## Descrizione e posizionamento
Questo dispositivo, nella maggior parte dei casi consiste in più reti metalliche sovrapposte o di una lamina forata, le quali occludono il lume di scarico, ma esistono anche dB-killer di forma cilindrica e ricurva che permettono una minor perdita di potenza.
Questi dispositivi sono inseriti al termine del silenziatore.

## Utilizzo
Il dB-killer serve per limitarne le emissioni sonore, in modo da poter far rientrare gli scarichi aftermarket nei limiti sonori imposti dalla legge.

## Legge italiana
La rimozione del dB-killer non fa perdere l'omologazione dello scarico, ma può essere sanzionata ai sensi art. 72 c. 1 lett. b e art. 13 del CdS: 
1. I ciclomotori, i motoveicoli e gli autoveicoli devono essere equipaggiati con: 
a) dispositivi di segnalazione visiva e di illuminazione;
b) dispositivi silenziatori e di scarico se hanno il motore termico;
13. Chiunque circola con uno dei veicoli citati nel presente articolo in cui alcuno dei dispositivi ivi prescritti manchi o non sia conforme alle disposizioni stabilite nei previsti provvedimenti è soggetto alla sanzione amministrativa del pagamento di una somma da euro 84 a euro 335.
Se le Forze dell'Ordine hanno a disposizione un fonometro per la misurazione dei decibel possono applicare gli artt. 78 e  155 c. 2 e 5  qualora il livello dei decibel superi quello indicato nella carta di circolazione ad un determinato regime di giri